# Ilona Masson
Ilona Masson (* 31. August 2001) ist eine belgische Leichtathletin, die sich auf den Dreisprung spezialisiert hat.

## Sportliche Laufbahn
Ihre ersten internationalen Meisterschaften waren das Europäische Olympische Jugendfestival (EYOF) 2017 in Győr, bei dem sie mit der belgischen 4-mal-100-Meter-Staffel in 46,01 s die Goldmedaille gewann. 2025 wurde sie bei der 2. Liga der Team-Europameisterschaft in Maribor mit 13,96 m Fünfte im Dreisprung, ehe sie bei den World University Games in Bochum mit 13,73 m den vierten Platz belegte.
2023 wurde Masson belgische Meisterin im Dreisprung im Freien sowie 2022 und 2025 in der Halle.

## Persönliche Bestleistungen
- Weitsprung: 6,21 m (+2,0 m/s), 28. April 2024 in Brüssel
- Dreisprung: 14,06 m (+0,1 m/s), 21. Juni 2025 in Genf